# Nanyuki Airport
Nanyuki Airport är en flygplats i Kenya. Den ligger i den centrala delen av landet, 140 km norr om huvudstaden Nairobi. Nanyuki Airport ligger 1 905 meter över havet.
Terrängen runt Nanyuki Airport är platt åt nordväst, men åt sydost är den kuperad. Runt Nanyuki Airport är det ganska tätbefolkat, med 144 invånare per kvadratkilometer. Närmaste större samhälle är Nanyuki, 10,2 km norr om Nanyuki Airport. Trakten runt Nanyuki Airport består i huvudsak av gräsmarker.